# The Producers (Musical)

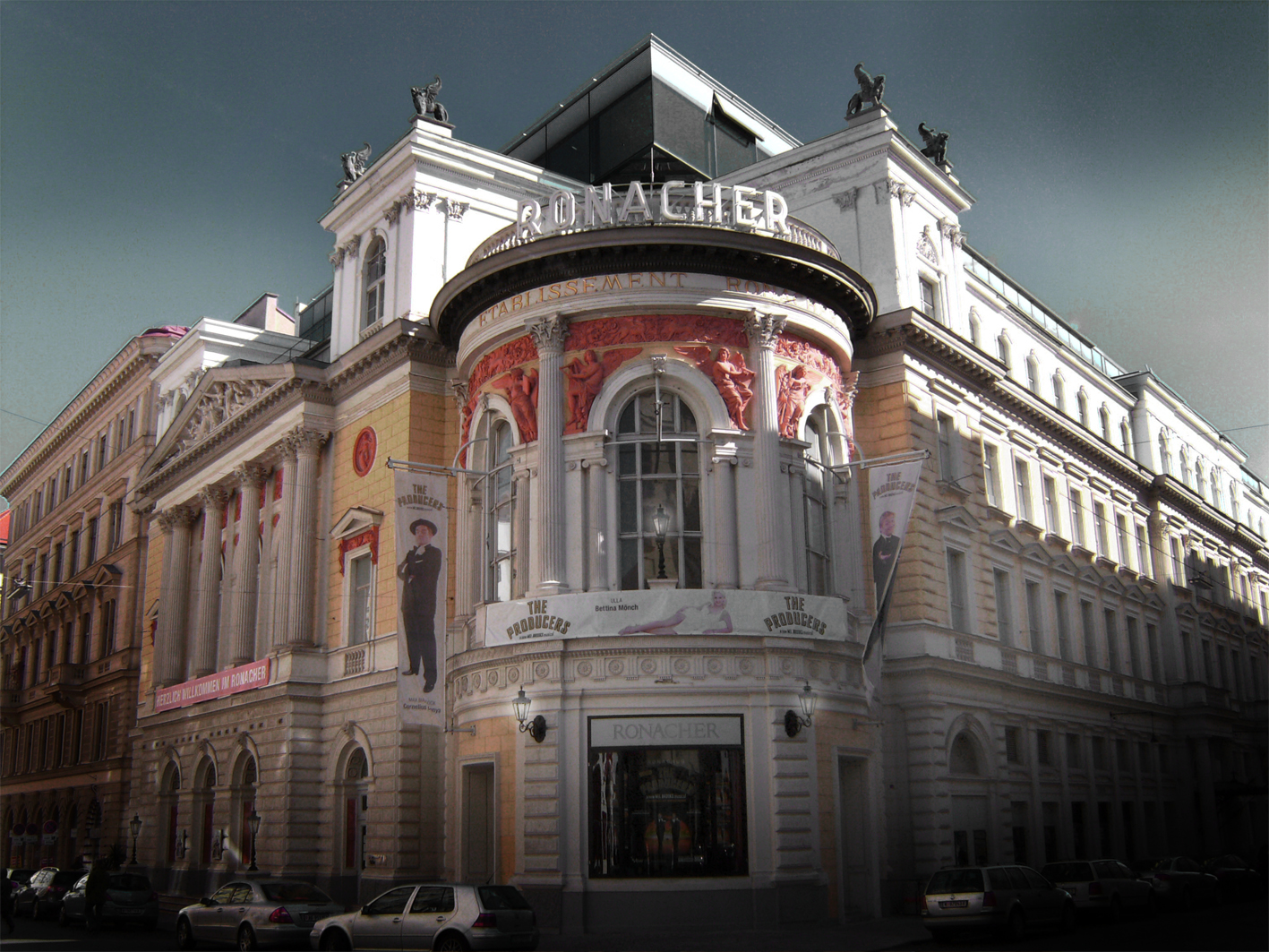
THE PRODUCERS Ronacher Wien

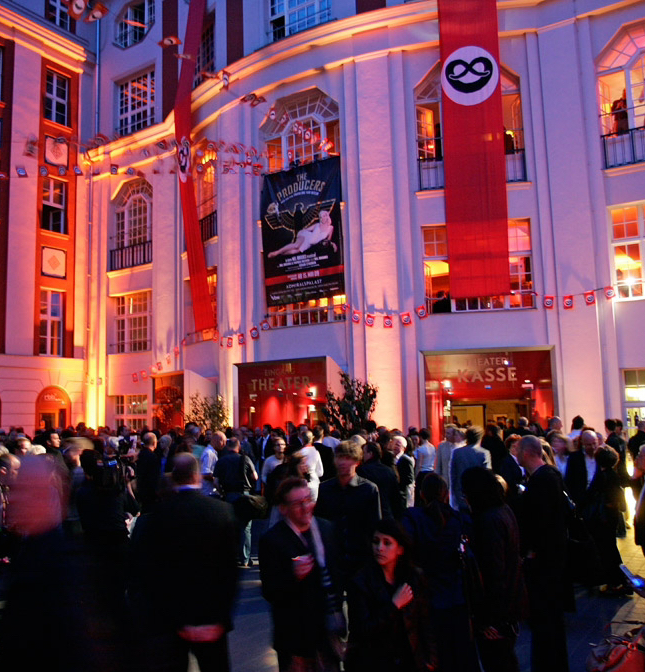
THE PRODUCERS Admiralspalast Berlin

The Producers-Brezel

The Producers ist ein Musical, das auf dem Spielfilm Frühling für Hitler aus dem Jahr 1968 beruht. Die Musik und die Gesangstexte stammen von Mel Brooks, der gemeinsam mit Thomas Meehan das Buch verfasste und das Musical produzierte. Das Musical lief vom 19. April 2001 bis 22. April 2007 im St. James Theatre in New York mit insgesamt 2.502 Vorstellungen. Zur Premierenbesetzung gehörten Nathan Lane und Matthew Broderick.
Es gehört zu den erfolgreichsten Musicals der letzten dreißig Jahre, was seinen Ausdruck auch bei der Vergabe der Tony Awards im Jahr 2001 fand, wo The Producers in fünfzehn Kategorien nominiert war und zwölfmal gewann. Damit löste es nach 37 Jahren Hello, Dolly! als das Musical mit den meisten „Tony Awards“ ab. Der große Erfolg führte zu einer Verfilmung des Musicals, siehe: The Producers.
Ab dem 3. Oktober 2004 war das Musical auch im Londoner West End im Theatre Royal, Drury Lane zu sehen. Die deutschsprachige Erstaufführung fand am 30. Juni 2008 im Wiener Ronacher mit Andreas Bieber (Leo Bloom) und Cornelius Obonya (Max Bialystock) statt. 
Vom 15. Mai 2009 an war die Produktion des Ronachers im Berliner Admiralspalast zu sehen. Dort sorgte insbesondere die unkonventionelle Bewerbung des Stückes für nationales und internationales Aufsehen. Unter anderem waren Großbanner und Fahnen am Haus in der Berliner Friedrichstraße installiert worden, die in ihrer Gemarkung an nationalsozialistische Beflaggung erinnerten, statt eines Hakenkreuzes aber eine schwarze Brezel vor weiß-rotem Grund zeigten.

## Handlung
1. Akt
Ein Frühlingsabend in New York, 1959. Das Musical beginnt vor dem Shubert Theatre, dem berühmtesten Theater am Broadway, das für seine Erfolge bekannt ist. Leider nicht heute, denn als der Vorhang fiel, stand fest, dass die Musicalversion von Hamlet des Theaterproduzenten Max Bialystock ein gigantischer Flop war (Opening Night). Später, als das Publikum verschwunden ist, steht Bialystock alleine vor dem Theater und um Mitternacht beginnt er mit einem Chor aus Bettlern das Stück „The King of Broadway“ zu singen, denn er glaubt, dass er bald wieder an der Spitze sein wird.
Ein paar Tage später erscheint Leo Bloom, ein verstörter, verängstigter Kontierer, der sich um die Finanzen Bialystocks kümmert. Bloom macht eine Bemerkung, dass man mit einem Flop mehr Geld verdienen könnte als mit einem Hit. Es müsste sich nur ein todsicherer Flop finden, um das Geld einzustecken und dann nach Rio zu verschwinden. Sollte die Show aber ein Hit werden, hätte Bialystock mehr als 100 Prozent der Show verkauft und könnte die Finanziers niemals ausbezahlen. Max ist Feuer und Flamme. Er ist bereit, das Risiko einzugehen und versucht Leo, der davon nicht überzeugt ist, zu überreden (We Can Do It). Leo verlässt Max und flieht in die Kanzlei seiner Arbeitsstelle.
Während er arbeitet, sieht er, wie schlecht es ihm unter seinem diktatorischen Boss eigentlich geht, und träumt davon, Broadway-Theaterproduzent zu sein (I Wanna Be a Producer). Nach diesem Stück kündigt er und kehrt zu Max zurück. Max unterteilt ihren Plan in fünf Schritte:
1. Das schlechteste Bühnenstück zu finden
2. Den schlechtesten Regisseur der Stadt aufzutreiben
3. Geld einzusammeln
4. Die schlechtesten Schauspieler der Region zu engagieren
5. Sich mit dem Geld nach der Premiere nach Rio abzusetzen

Der Plan beginnt. Leo und Max suchen das schlechteste Musical aller Zeiten. Als sie schon aufgeben wollen, findet Max den ultimativen Flop: „Eine Beleidigung aller Weltanschauungen, Rassen und Religionen“, also ein Stück, das nach einem Abend mit Sicherheit abgesetzt wird. Es handelt sich dabei um das Stück Springtime for Hitler (Frühling für Hitler). Sie suchen den Autor auf, den verrückten Alt-Nazi Franz Liebkind. Sie überzeugen ihn, das Stück am Broadway aufzuführen (Der Guten Tag Hop Clop).
Als Nächstes besuchen sie Roger DeBris, einen schwulen Regisseur mit den schlechtesten Inszenierungen am Broadway. Dieser ist von dem Stück hellauf begeistert, möchte es aber nicht aufführen, weil es zu depressiv und zu finster ist (Keep It Gay). Mit der Verlockung auf den Tony gelingt es Max jedoch, Roger zu überzeugen.
Wieder zu Hause will Max mit Schritt 3 beginnen, als Ulla – groß, blond, kurvig – durch die Tür kommt. Sie bewirbt sich um eine Rolle in dem Stück (When You Got It, Flaunt It). Ulla bekommt die Stelle, arbeitet aber zwischenzeitlich bei „Bialystock & Bloom“ als Sekretärin. Jetzt verschwindet Max für einige Tage, um sich das Geld bei seinen Financiers – alten, kleinen Damen – abzuholen (Along Came Bialy).
2. Akt
Bialystock kommt mit dem Geld zurück, während sich Ulla und Leo ineinander verliebt haben (That Face). Wenig später beginnt das Casting für die Rolle des Adolf Hitler. Es sind nur keine passenden Bewerber zu finden. Zuletzt vermasselt ein Amerikaner den Evergreen „Haben Sie Gehoert Das Deutsche Band?“, was Franz Liebkind so erbost, dass er vorspielt, wie die Nummer richtig aufgeführt gehört, und selbst die Rolle bekommt.
Wenige Tage später hat das Musical Premiere am Broadway. Bloom wünscht allen „viel Glück“; Roger, Franz und Carmen (Rogers Assistent und Lover) weisen entsetzt darauf hin, lieber kein Glück zu wünschen, weil es Pech brächte – woraufhin Max allen Passanten viel Glück wünscht (You Never Say ’Good Luck’ on Opening Night).
Kurz danach fällt Franz die Treppe hinunter und bricht sich das Bein, er hat keine Zweitbesetzung und Roger muss einspringen. Der Vorhang geht hoch und das Stück „Springtime for Hitler“ wird gesungen. Wutempört gehen viele Zuschauer aus dem Konzertsaal. Als alles den Bach runterzugehen scheint, betritt Roger als Hitler die Bühne. Er spielt die Hauptrolle so „gay“ (in beiderlei Sinn), dass kaum ein Zuschauer sich das Lachen verkneifen kann. Die Aufführung wird ein voller Erfolg. Die Zeitungen titeln „Springtime for Hitler – ein satirisches Meisterwerk“. Max und Leo sind ganz entsetzt und singen „Where Did We Go Right?“.
Danach betreten Roger und Carmen die Bühne und wenig später auch Liebkind, der versucht, alle anderen zu erschießen, da sie den Namen Hitlers beschmutzt hätten. Die Polizei taucht auf. Carmen und Roger verstecken sich und auch Leo. Max und Liebkind werden jedoch gefasst und die gefälschten Finanzbücher werden gefunden. Max wird verhaftet. Leo und Ulla stehen dagegen vor der schweren Wahl, ob sich Leo der Polizei stellen, oder beide sich mit 2 Millionen Dollar nach Rio absetzen sollen. Sie entscheiden sich für die Flucht.
Im Gefängnis erhält Max eine Postkarte von Leo und Ulla aus Rio. Wutentbrannt singt er „Betrayed“. Die Gerichtsverhandlung steht an. Kurz vor der Verurteilung taucht plötzlich Leo auf, bringt das Geld zurück und setzt sich für Max, seinen Freund, ein (’Til Him). Der Richter ist dermaßen gerührt, dass er es nicht übers Herz bringt, die Freunde zu trennen, und daher beide (und auch Franz Liebkind) einsperren lässt.
In der Haft proben Max, Leo und Franz mit den anderen Gefangenen an einem Musical (Prisoners of Love). Mitten im Gesang taucht ein Gefangener auf und teilt ihnen mit, dass sie begnadigt wurden („Weil sie ein Lächeln in das Gesicht eines jeden Mörders, Vergewaltigers und Triebtäters gebracht haben“). Nun geht es mit dem Stück an den Broadway – ein riesiger Erfolg! Draußen stehen Max und Leo und laufen gemeinsam in den Sonnenuntergang. Beim Finale stehen alle Akteure auf der Bühne und singen gemeinsam „Goodbye“.

## Die Musikstücke (Deutsche Titel in Klammern und kursiv)
(deutsche Dialoge: Michaela Ronzoni, deutsche Liedtexte: Philipp Blom, zusätzliche Liedtexte: David Bronner, Überarbeitung für Berlin: Titus Hoffmann)
| Erster Akt - Opening Night (Premiere Heut Nacht) - The King of Broadway (Der König vom Broadway) - We Can Do It (Wir zusammen) - I Wanna Be a Producer (Ich wär so gern ein Producer) - We Can Do It (Reprise) - In Old Bavaria (Im alten Bayerland) - Der Guten Tag Hop Clop (Der Rechts Herum Hupf Auf) - Keep It Gay (Mach es warm) - When You Got It, Flaunt It (Wenn Du's drüf hast, zeig' es!) - Along Came Bialy (Aber dann kam Bialy) | Zweiter Akt - That Face (Der Blick) - Haben Sie Gehoert Das Deutsche Band? (Haben Sie gehört die deutsche Band?) - Opening Night (Reprise) - You Never Say ’Good Luck’ on Opening Night (Viel Glück!) - Springtime for Hitler (Frühling für Hitler) - Where Did We Go Right? (Wie ist das passiert?) - Betrayed (Verrat) - ’Til Him (Vor Ihm) - Prisoners of Love (Liebe im Knast) - Goodbye |

## Auszeichnungen
Im Jahr 2001 erhielt The Producers in folgenden Kategorien den Tony Award:
- Tony Award for Best Musical
- Tony Award for Best Book of a Musical
- Tony Award for Best Original Score
- Tony Award for Best Performance by a Leading Actor in a Musical (Nathan Lane)
- Tony Award for Best Performance by a Featured Actor in a Musical (Gary Beach)
- Tony Award for Best Performance by a Featured Actress in a Musical (Cady Huffman)
- Tony Award for Best Scenic Design of a Musical
- Tony Award for Best Costume Design of a Musical
- Tony Award for Best Lighting Design of a Musical
- Tony Award for Best Choreography (Susan Stroman)
- Tony Award for Best Direction of a Musical (Sustan Stroman)
- Tony Award for Best Orchestrations

- 2009: Ehren-Ernst-Lubitsch-Preis für Mel Brooks bei der Deutschland-Premiere im Admiralspalast Berlin

## Besetzungen
| Rolle          | Broadway 2001     | West End 2004   | DSE Wien 2008      | DEA Berlin 2009    |
| -------------- | ----------------- | --------------- | ------------------ | ------------------ |
| Max Bialystock | Nathan Lane       | Nathan Lane     | Cornelius Obonya   | Cornelius Obonya   |
| Leo Bloom      | Matthew Broderick | Lee Evans       | Andreas Bieber     | Andreas Bieber     |
| Ulla           | Cady Huffman      | Leigh Zimmerman | Bettina Mönch      | Bettina Mönch      |
| Roger De Bris  | Gary Beach        | Conleth Hill    | Martin Sommerlatte | Martin Sommerlatte |
| Carmen Giha    | Roger Bart        | James Dreyfus   | Rob Pelzer         | Rob Pelzer         |
| Franz Liebkind | Brad Oscar        | Nicolas Colicos | Herbert Steinböck  | Herbert Steinböck  |

## Album
2001 erschien das Album zum Broadway Musical..Das Wiener Label HitSquad Records veröffentlichte ein Live-Album der deutschsprachigen Erstaufführung von 2008 als Doppel-CD. Die Alben sind auch auf allen üblichen Streaming-Anbietern abrufbar.